# Fargesia canaliculata
Fargesia canaliculata är en gräsart som beskrevs av Tong Pei Yi. Fargesia canaliculata ingår i släktet bergbambusläktet, och familjen gräs. Inga underarter finns listade i Catalogue of Life.